# Kimblaeus bassensis
Kimblaeus bassensis är en fiskart som beskrevs av Dawson 1980. Kimblaeus bassensis ingår i släktet Kimblaeus och familjen kantnålsfiskar. Inga underarter finns listade i Catalogue of Life.